# Османпазарски отряд
Османпазарски отряд е войсково съединение на Действащата руска армия в Руско-турската война (1877-1878).
Създаден е през юли 1877 г. въз основата на части от 9-и армейски корпус. През август е включен в състава на Южния отряд с командир генерал-лейтенант Фьодор Радецки.
Съставът на Османпазарския отряд включва 8 батальона, 12 ескадрона и сотни и 32 оръдия, всичко 10 000 офицери и войници. Дислоциран е в района на село Кесарево. Началник на отряда е генерал-майор Леонел Раден, който е командир на 13-а кавалерийска дивизия.
Основна задача на отряда е осигуряването на пътя Осман пазар - Търново срещу Източнодунавската османска армия. От 18 август 1877 г. е поставен под фактическото началство на генерал-лейтенант Алексей Шаховски, който е командир на 11-и армейски корпус. В заключителния етап на войната отрядът влиза в състава на Русчушкия отряд.